# Bancos de Calitique
Bancos de Calitique är en ort i Mexiko.   Den ligger i kommunen Mezquital och delstaten Durango, i den centrala delen av landet, 600 km nordväst om huvudstaden Mexico City. Bancos de Calitique ligger 997 meter över havet och antalet invånare är 528.
Terrängen runt Bancos de Calitique är kuperad västerut, men österut är den bergig. Runt Bancos de Calitique är det mycket glesbefolkat, med 5 invånare per kvadratkilometer. Närmaste större samhälle är Huazamota, 13,7 km nordväst om Bancos de Calitique. I omgivningarna runt Bancos de Calitique växer huvudsakligen savannskog.